# Bjelajski Vaganac
Bjelajski Vaganac naseljeno je mjesto u općini Bosanski Petrovac, Federacija Bosne i Hercegovine, BiH.

## Zemljopis
Bjelajski Vaganac smješten je na blagom uzvišenju (u prosjeku 40 metara) između Medenog i Bjelajskog polja. Sa sjeverne je strane put Petrovac – Bihać, a s južne selo Cimeše. Uzvišenje obiluje mnoštvom brežuljaka kao što su Osoje, Krivokuće, Vujnovica, Korita, Šujin vrh, Metla, Kruškovac, Vršeljak, Tavani. Prostor obiluje velikim brojem manjih dolina koje, ako su uz kuće, služe kao vrtovi. Dio ih je obrastao niskim trnovitim raslinjem, kamenit je, u potpunosti je neplodan i može se koristiti samo za ispašu stoke. Drugi dio je pitomiji i ima karakter pašnjaka i livada, a djelomično je obrastao hrastovom i/ili grabovom šumom. Medeno polje na jednom mjestu pravi uvalu i oko te uvale je smješten dio sela, Vaganac. Drugu uvalu čini Bjelajsko polje i tu su Vekići. Treći dio sela, Jazbine, je smješteno na obodu Bjelajskog polja. Te uvale su od plodnijeg zemljišta i služe za zemljoradnju.
U selu nema nijednog izvora pitke vode: za stoku se koriste lokve, a za ljude bunari. Bunari se grade kopanjem valjkaste rupe, koja se iznutra obloži klesanim kamenom, bez betoniranja. Tako voda, filtrirana prolaskom kroz zemlju, može ući u bunar. Dno bunara obloženo je ilovačom da bi se voda sačuvala od daljnjeg otjecanja. Uz kuće se grade i betonski bunari napunjeni kišnicom. Poslije rata Vaganac je dobio vodovod od Petrovca, a Vekići i Jazbine iz Bjelaja.

## Povijest
U literaturi se potvrđuje postojanje gradine koja pripada rimskom periodu. To može da bude jedino ona koja nije u samom naselju, već ona, uzdignuta na Osječenici, pola sata hoda od sela.
U samom selu nema vidljivih tragova o životu starijem od 200 godina. Možda imena nekih mini lokacija (Čardačina, Gladni han, Krivokuće, Kućerina) upućuju na život u ranijem periodu, ali niko se nije bavio bilo kakvim iskopavanjima koja bi to potvrdila. Nema podataka da je i Gradina u Osječenici istraživana. Nedostatak tekuće vode je sigurno bio presudan da se na ovom malom području u prošlosti nije odvijao život. Preci današnjih stanovnika su se uglavnom doselili u 19. stoljeću i to pretežno iz Like.

## Stanovništvo

### 1991.
Nacionalni sastav stanovništva 1991. godine, bio je sljedeći:
ukupno: 141
- Srbi - 141

### 2013.
Nacionalni sastav stanovništva 2013. godine, bio je sljedeći:
ukupno: 43
- Srbi - 43

## Gospodarstvo
Osnovna gospodarska djelatnost je uvijek bilo stočarstvo (zbog nedostatka vode), a nedostatak plodnoga obradivoga zemljišta uvjetuje ograničenu poljoprivrednu djelatnost. 
Struja je u selo došla 1964. Asfaltnog puta nema.
U selu nema škole, crkve ni prodavaonice.

## Vanjske poveznice
- www.maplandia.com – BiH / Federacija Bosne i Hercegovine: Bjelajski Vaganac (engl.)